# Viola cazorlensis
Viola cazorlensis är en violväxtart som beskrevs av Michel Gandoger. Viola cazorlensis ingår i släktet violer, och familjen violväxter. Inga underarter finns listade i Catalogue of Life.

## Bildgalleri

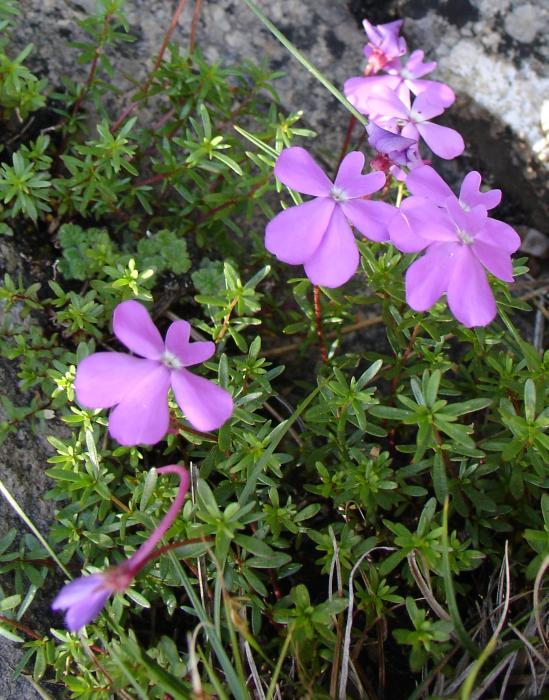